# Апайчев, Александр Валентинович
Александр Валентинович Апайчев (род. 6 мая 1961, Киров) — советский, украинский легкоатлет, специалист по многоборьям. Выступал за сборную СССР по лёгкой атлетике в 1980-х годах, обладатель Кубка Европы, серебряный призёр Игр доброй воли в Москве, чемпион и призёр чемпионатов СССР, рекордсмен СССР и Украины (8709 очков, 1984 год), участник летних Олимпийских игр в Сеуле. Мастер спорта СССР международного класса. Ныне — тренер по лёгкой атлетике. Заслуженный тренер Украины. Заслуженный работник физической культуры и спорта Украины. Кандидат наук по физическому воспитанию и спорту.

## Биография
Александр Апайчев родился 6 мая 1961 года в Кирове. В 1966 году семья переехала жить на Украину в город Донецк, где и начал заниматься лёгкой атлетикой. Позже перебрался в Бровары (Киевская обл.), где проживает и сейчас. Представлял Украинскую ССР.
В разное время проходил подготовку под руководством тренеров Николая Нестеренко, Имантса Паберзса, Евгения Сапронова, Валерия Подлужного, Владимира Кацмана.
С 1979 по 1990 год входил в состав сборной СССР по лёгкой атлетике.
В 1980 году стал победителем первенства СССР среди юниоров в десятиборье в Каунасе.
В 1982 году победил на III Молодёжных играх СССР в десятиборье в Ленинграде (Санкт-Петербурге) с результатом 8104 очков.
В 1983 году стал победителем зимнего молодёжного первенства СССР и занял второе место на матче сборных команд СССР-ГДР в семиборье в Запорожье.
В 1984 году, на зимнем матче сборных команд СССР-ГДР по многоборьям в Зенфтенберге, так же занял второе место в семиборье с результатом 6097 очков. Первого серьёзного успеха в десятиборье добился в том же сезоне 1984 года, когда в рамках летней матчевой встречи сборных команд СССР-ГДР в Нойбранденбурге показал результат в 8709 очков, установив тем самым национальный рекорд Советского Союза (этот результат до настоящего времени также остаётся рекордом Украины). Рассматривался в качестве кандидата на участие в летних Олимпийских играх в Лос-Анджелесе, однако Советский Союз вместе с несколькими другими странами восточного блока бойкотировал эти соревнования по политическим причинам. Вместо этого Александр Апайчев стартовал на альтернативном турнире «Дружба-84», где неудачно выступил в метании диска и не вышел на старт бега на 1500 метров — таким образом с результатом в 7698 очков стал пятым. По итогам сезона американский журнал Track & Field News поставил его на четвёртую строку в рейтинге сильнейших десятиборцев планеты — после Дейли Томпсона, Юргена Хингзена и Григория Дегтярёва.
В 1985 году на Кубке Европы по легкоатлетическим многоборьям в Крефельде стал шестым в личном зачёте и помог своим соотечественникам выиграть мужской командный зачёт.
В 1986 году стал серебряным призёром в семиборье на зимнем чемпионате СССР в Запорожье. В десятиборье показал четвёртый результат на международных соревнованиях Hypo-Meeting в Австрии, завоевал серебряную медаль на Играх доброй воли в Москве (здесь также разыгрывалось национальное первенство СССР), занял пятое место на чемпионате Европы в Штутгарте.
На чемпионате СССР 1988 года в Киеве превзошёл всех соперников в десятиборье и получил золото. Благодаря череде удачных выступлений удостоился права защищать честь страны на Олимпийских играх в Сеуле. Он был в хорошей форме в 1988 году и был одним из фаворитов на летних Олимпийских играх в Сеуле, однако из-за полученной накануне травмы стопы и занесённой инфекции вынужден был сойти с дистанции уже на первом этапе, беге на 100 метров.
В 1990 году предпринял попытку вернуться в большой спорт, но вскоре вновь получил травму и на этом завершил спортивную карьеру.
Впоследствии проявил себя на тренерском поприще. В разное время принимал непосредственное участие в подготовке ведущих атлетов Украины, которые становились победителями и призёрами Всемирных Универсиад, чемпионатов и Кубков Европы, мира и Олимпийских игр. Это прыгуны в длину: Виталий Кириленко и Виктория Вершинина; многоборцы: Алексей Касьянов и Лариса Тетерюк-Нечипорук; спринтеры: Ирина Пуха и женские эстафеты 4х100 м, и 4х400 м. 
В 2001—2005 годах работал тренером десятиборцев в Катаре, в частности занимался подготовкой местного атлета Ахмада Хассана Муссы, который стал чемпионом Азии, бронзовым призёром Азиатских игр, участником Олимпийских игр в Афинах и установил национальный рекорд в десятиборье. 
С 2009 года занимал должность главного тренера национальной сборной Украины по лёгкой атлетике. Под его руководством сборная команда Украины вошла в число сильнейших команд Европы, впервые заняв третье место на Командном чемпионате Европы 2011 года в Стокгольме и третье общекомандное место, по числу завоёванных медалей, на чемпионате Европы 2012 года в Хельсинки, так же было завоёвано три бронзовые медали на Олимпийских играх в Лондоне. Но в 2012 году вынужден был уйти в отставку.
В настоящее время работает тренером-консультантом по многоборьям в Таиланде (Athletics Association of Thailand).
Женат на известной советской бегунье на средние дистанции Татьяне Самоленко (Хамитовой).